# Haplophthalmus thermophilus
Haplophthalmus thermophilus is een pissebed uit de familie Trichoniscidae. De wetenschappelijke naam van de soort is voor het eerst geldig gepubliceerd in 1948 door Calgar.